# سيزار فيدريتشي
سيزار فيدريتشي  (بالإنجليزية: Cesare Federici)‏ (1601-1521 م) صائغ، وتاجر، ورحالة إيطالي من البندقية. إشتهر برحلته إلى آسيا والتي قام بها بين الأعوام 1536 و 1581م.

## السيرة
وفيدريتشي من مواليد عام 1521م، إستنتاجاً من النعي، ولد في قرية أربانو في مقاطعة بريشا والتي كانت تحت حكم جمهورية البندقية.ولم يعرف الكثير عن حياته، إلا فيما يتعلق برحلته الطويلة إلى الشرق، مدفوعاً بإحتمالية العثور على أحجار كريمة مفيدة لنشاطه المهني بإعتباره صائغاً وتاجراً.

## الرحلة
غادر سيزار فيدريتشي إيطاليا عام 1563م، برأسمال قدره (1200 دوقية) إستثمرها في شراء سلع متنوعة. ركب السفينة (جرادينيجا Gradeniga) من البندقية وهدفه هو جني ارباح لزيادة ثروته من خلال التجارة بهذه الرحلة البحرية التي إستغرقت ثمانية عشر عاماً، فبداية نزل في قبرص، ومنها ركب سفينة صغيرة وشق طريقه نحو طرابلس في سوريا، ثم تابع رحلته مباشرة نحو حلب، وخلال هذه الفترة قد مرض ربما بسبب الطاعون، حيث ان أخاه الأصغر سبق ان مات بهذا الوباء، وأثناء مرضه حرص على تسليم بضاعته، فأرسلها مع قافلة لكنها تعرضت للنهب في الطريق، ولم يتبق له سوى أربعة قيسونات من الزجاج، والباقي تحطم مما كلفه حوالي (70 دوقية). وبهذا رأسماله القليل الذي بقي معه إنطلق نحو الهند. وبمرافقة قافلة مع تجار الأرمن وعرب، وعند وصوله إلى قرية البير على نهر الفرات ركب منها على متن قارب مسطح القاع، حتى وصل إلى الفلوجة وبمدة اربع واربعين يوماً بسبب ضعف تيار النهر لان المدة عادة هي خمسة عشر يوماً أو ثمانية عشر يوماً، وهو واحد من عدة رحالة أجانب زاروا بغداد في العهد العثماني، حيث انه وصل بغداد بعد مسيرة يوم ونصف بعد الفلوجة، وبقربها زار برج النمرود القريب منها والذي يعرف باسم (عقرقوف). ثم نزل مع مجرى نهر دجلة حتى وصل إلى البصرة ومنها وصل إلى جزيرة هرمز وكان فيها حصن للبرتغاليين، ويصف سيزار إنتخاب ملك مسلم أقسم يمين الولاء للبرتغاليين، وكان الحصن والسوق يعجان بالناس من جميع أنحاء العالم، وكانت هرمز مركزاً لتصدير الخيول إلى الهند، وكان يتم توفير الماء والخشب من بلاد فارس. سافر بعد ذلك ليزور جميع الأماكن في أنحاء الهند. حيث زار أغلب القلاع والبلدات الساحلية الواقعة على الساحل الغربي والشرقي لها.وكانت أغلب هذه الأماكن تملكها البرتغال بشكل ودي أو تجاري، منها: غوا (وفي هذه المدينة تجول على ظهر ثور)، ديو، كامبايا (خمبات)، دامان، باسين، تانا، جيول، بيزنجير، فيجيانجارا، اونور (هوناروا)، مانغلور، بارزيلور (باسرور)، كانور، كرانجينور (كوندونجالور)، وكوتشين. وعن مدينة كانور اشار إلى انها تدار وتحكم من قبل ملك لطيف، وتعتبر مركزاً لتجارة الهيل. وأشار إلى عادة الناس في مضغ التنبول. كما انه قد كتب عن الغوص في المياه لإستخراج اللؤلؤ قبالة سواحل كاو كوميري حتى باست دي تشلا (تشيناي) وسيلان. لقد ناقش سياسة سيلان والسيطرة المحدودة التي كان يتمتع بها البرتغاليون على مدينة كولمبو فقط.
ثم ذهب إلى ناجاباتينام، سان توم. وبعدها سافر على متن سفينة شراعية برتغالية فمر على جزر أندمان التي يسكنها شعب الغابة.وكان فيدريتشي قد قرر إستثمار العائدات التي حصل عليها في كامباي بولاية كجرات في تجارة الأفيون وبيعه في بورما لأن سعره جيداً فيها. وفي شمال شرق الهند زار أوريشا، ومدينة سونارغون في البنغال على خليج مرتبان، وسيام (تايلاند) وهي مدينة كان قد غزاها ملك بيجو. وبعدها أبحر نحو ملقا ومر من قناة جزر نيكوبار إلى جزيرة سومطرة.

## العودة إلى الوطن
وكان طريق عودته إلى أوروبا للوصول إلى وطنه عبر من خلال مدينة بغداد وحلب، حتى وصل ثانية إلى مدينة البندقية بصعوبة وبمساعدة إلهية وكان ذلك في شهر نوفمبر 1581م. حيث بدأ يكتب وباللغة الإيطالية سرداًً مفصلاً عن رحلاته ومغامراته وأعماله وكل الأماكن والمدن التي مر بها، والأحداث والمواقف التي واجهها وشاهدها، وقد نشرت هذه الرحلة في البندقية عام 1587م.

## رحلات أخرى
- 1583م، وصل القسطنطينية مع كمية كبيرة من الزمرد.
- 1587م، ذهب إلى صقلية لإستعادة (100ترتر) من أرملة أحد زبائنه المتوفين.
- 1588م، وصل القسطنطينية بعد رجوعه من صقلية.
- بين الأعوام 1590 و1592م، قام برحلات أخرى إلى القسطنطينية.

## وفاته
نشرت صحة البندقية وصيته المسجلة في عام 1599م، عند وفاته عام 1601م.

## أعماله
- الرحلة والعمل في شرق الهند (The voyage and travaile into the East India:London 1588 Theatrum Orbis Terrum New York:Da Cape,1971).